# Branislav Hancko
Branislav Hancko (* 17. September 1987) ist ein slowakischer Fußballschiedsrichterassistent.
Hancko ist seit der Saison 2012/13 Schiedsrichterassistent in der slowakischen 1. liga. Bisher war er bereits bei über 180 Ligaspielen im Einsatz. 
Seit 2015 steht er auf der Liste der FIFA-Schiedsrichter und ist an der Spielleitung internationaler Fußballspiele beteiligt.
In der Saison 2017/18 war Hancko erstmals bei einem Spiel in der Europa League, in der Saison 2018/19 erstmals bei einem Spiel in der Champions League im Einsatz.
Im April 2024 wurde Hancko zusammen mit Ján Pozor als Schiedsrichterassistent von Ivan Kružliak für die Europameisterschaft 2024 in Deutschland nominiert.